# Coquillettidia chrysosoma
Coquillettidia chrysosoma är en tvåvingeart som först beskrevs av Edwards 1915.  Coquillettidia chrysosoma ingår i släktet Coquillettidia och familjen stickmyggor. Inga underarter finns listade i Catalogue of Life.